# Daradaster
Daradaster is een geslacht van uitgestorven zee-egels uit de familie Faujasiidae. Vertegenwoordigers van dit geslacht zijn slechts als fossiel bekend.